# Məmməd Quliyev (Fußballspieler)
Məmməd Bəkir Quliyev (* 25. August 1995) ist ein aserbaidschanischer Fußballspieler.

## Karriere
Məmməd Quliyev stand bis Mitte 2016 bei Rəvan Baku FK in der aserbaidschanischen Hauptstadt Baku unter Vertrag. Der Verein spielte in der höchsten Liga des Landes, der Premyer Liqası. Für Baku absolvierte er mindestens 25 Erstligaspiele. Im Juli 2016 wechselte er zum Ligakonkurrenten FK Keşlə, einem Verein, der ebenfalls in Baku beheimatet ist. Mit Keşlə gewann er 2018 den aserbaidschanischen Fußballpokal. Im Endspiel besiegte man FK Qəbələ mit 1:0. Für Keşlə absolvierte er 29 Erstligaspiele. Von Januar 2019 bis Juni 2019 stand er beim FK Schuwalan in Aserbaidschan unter Vertrag. Anfang 2020 ging er nach Thailand. Hier unterschrieb er einen Vertrag beim Drittligisten Kamphaengphet FC in Kamphaeng Phet. Hier stand er bis Juni 2020 unter Vertrag. Den Rest des Jahres spielte er beim Drittligisten Kasem Bundit University FC. Im Januar 2021 kehrte er zum Drittligisten Kamphaengphet FC zurück. Die Saison 2022/23 spielte er mit dem thailändischen Drittligisten Thonburi United FC 26-mal in der Bangkok Metropolitan der Liga. Im Sommer 2023 schloss er sich dem Drittligisten Uttaradit FC an. Der Klub spielte in der Northern Region der Liga. Nach zehn Ligaspielen, in denen er drei Treffer erzielte, wechselte er Anfang Dezember 2023 in die Western Region. Hier unterzeichnete er einen bis Saisonende datierten Vertrag beim Saraburi United FC. Für den Verein aus Saraburi bestritt er neun Ligaspiele. Hierbei erzielte er fünf Treffer. Zu Beginn der Saison 2024/25 wechselte er im Sommer 2024 zu dem in der Central Region spielenden Inter Bangkok FC. Mit dem Verein aus der Hauptstadt Bangkok bestritt er acht Ligaspiele. Anfang Dezember 2024 wechselte er in die North/Eastern Region. Hier schloss er sich dem Drittligisten Muang Loei United FC an.

## Erfolge
FK Keşlə
- Aserbaidschanischer Pokalsieger: 2017/18